# Hesionura fragilis
Hesionura fragilis är en ringmaskart som beskrevs av Hartmann-Schröder 1958. Hesionura fragilis ingår i släktet Hesionura och familjen Phyllodocidae. Inga underarter finns listade i Catalogue of Life.